# Vlag van de Transvaalkolonie

Vlag van de Transvaalkolonie

De vlag van de Transvaalkolonie is een blauw Brits vaandel, met in het kanton de Britse vlag en aan de rechterkant het wapen van de kolonie. Het insigne was rond en toonde een leeuw die in het veld lag. De leeuw was ongetwijfeld afgeleid van het nieuwe openbare zegel van de kolonie en stond ook op het wapen van de voormalige Zuid-Afrikaanse Republiek. De vlag werd aangenomen in 1904. Hierna werd op 31 mei 1910 vervangen door de handelsvlag van Zuid-Afrika.

Wapen van de Transvaalkolonie
De handelsvlag en de facto vlag van Zuid-Afrika tussen 1910 en 1928

Biafra · Goosen · Graaff-Reinet · Britse Kaapkolonie · Katanga · Klein Vrystaat · Republiek Kliprivier · Republiek Lydenburg · Natal · Republiek Natalia · Nieuwe Republiek · Oranje Vrijstaat · Oranjerivierkolonie · Oost-Griekwaland · Ottomaanse Rijk · Rif-Republiek · Republiek Stellaland · Swellendam · Tanganyika · Transvaalkolonie · Republiek Utrecht · Verenigde Staten van Stellaland · Zaïre · Zuid-Afrikaansche Republiek · Zuid-Afrika (1928-1994) · Mijnstaat Zuid-Kasaï